# Killarney Motor Racing Complex
Killarney Motor Racing Complex är en racerbana belägen i närheten av Kapstaden, Sydafrika.

## Banan
Killarney öppnade 1947, och uppgraderades sent på 1959 och början av 1960, vilket ledde till att den höll formel 1-lopp utanför mästerskapet i början av 1960-talet. Numera håller inte Killarney några internationella tävlingar, men det är en anläggning som rymmer många former av motorsport, bland annat en motocrossbana. Det största evenemanget är en historisk festival, men även sydafrikanska mästerskap arrangerar tävlingar på banan.